# 穆仲靜
穆仲靜（？—？），姬姓，甯氏，名静，谥号穆，中国春秋时期卫国的大夫，季亹的曾孫，甯莊子的父亲。甯氏为卿的第四代。
《左传》穆仲靜没有登场。季亹是卫武公的儿子，其父甯文仲在黔牟时为卿，其子甯莊子在卫懿公时为卿。